# 2010 Chebyshev
2010 Chebyshev (1969 TL4) là một tiểu hành tinh vành đai chính from vành đai tiểu hành tinh được phát hiện ngày 13 tháng 10 năm 1969 bởi Burnasheva, B. ở Nauchnyj.